# Flaggen und Wappen der belgischen Provinzen
Diese Liste zeigt und erläutert die Wappen und Flaggen der zehn belgischen Provinzen und der Region Brüssel-Hauptstadt.

## Liste
| Lage | Flagge | Seiten- verhältnis | Wappen | Provinz                                                                               | Anmerkungen |
| ---- | ------ | ------------------ | ------ | ------------------------------------------------------------------------------------- | --- |
|      |        | 2:3                |        | Antwerpen                                                                             | Die Flagge erhielt erst im Jahr 1996 offiziellen Status und geht auf eine alte Brabanter Tradition, geschachte Fahnen zu führen, zurück. |
|      |        | 2:3                |        | Flämisch-Brabant nl. Vlaams-Brabant                                                   | Der rotbewehrte goldene Löwe stammt aus dem Wappen des Herzogtums Brabant. Das Wappen zeigt den Löwen von Brabant mit dem Wappen von Löwen, der Hauptstadt dieser neuen Provinz. |
|      |        | 1:1                |        | Hennegau frz. Hainaut nl. Henegouwen wallonisch Hinnot                                | Das Wappen der Provinz verbindet den roten holländischen Löwen und den schwarzen flandrischen. |
|      |        | 2:3                |        | Limburg                                                                               | Die Provinz führt in Silber einen goldbewehrten und goldgekrönten roten Löwen mit Doppelschwanz. Es handelt sich dabei um das Wappen der Herzöge von Limburg, die mit den Grafen von Berg verwandt waren. Der Herzschild zeigt das Wappen der Grafen von Loon, deren Gebiet etwa der heutigen Provinz Limburg entspricht. |
|      |        | 2:3                |        | Lüttich frz. Liège nl. Luik                                                           | Die Provinz führt ein Wappen, das sich aus den Wappen der fünf Städte der Provinz zusammensetzt: In der eingeschobenen goldenen Spitze befinden sich die drei roten Hüfthörner der Stadt Faimes. Der goldene Leuchter im ersten, roten Feld steht für die Stadt Lüttich. Das zweite Feld zeigt in Rot einen silbernen Balken für Bouillon, im dritten Feld stehen in Silber drei gekrönte rotbewehrte grüne Löwen für Franchimont. Die vier roten Balken im goldenen Feld stehen für die Stadt Looz. |
|      |        | 6:10               |        | Luxemburg frz. Luxembourg                                                             | Das Provinzwappen entspricht dem des Großherzogtums Luxemburg. Ebenso unterscheidet sich die Flagge von der Flagge Luxemburgs nur durch das aufgelegte Wappen. Ermesinde II. heiratete 1214 Walram III. von Limburg. Dieser fügte dem Wappen als Zeichen seiner Ansprüche auf die Markgrafschaft Namur die Königskrone bei. Beim Tod seines Vaters fügt er den gespaltenen Schwanz bei als Zeichen seiner Herrschaft über die Grafschaft Luxemburg und das Herzogtum Limburg. Sein Sohn Heinrich der Blonde fügte die blauen Streifen im Hintergrund zu wahrscheinlich als Zeichen dafür, dass er eine neue Dynastie begann. |
|      |        | 2:3                |        | Namur frz. Namur nl. Namen                                                            | Die Flagge geht auf die mittelalterlichen Farben der Grafschaft Namur zurück. |
|      |        | 2:3                |        | Ostflandern Oost-Vlaanderen                                                           | Der rotbewehrte schwarze Löwe im goldenen Feld stammt aus dem Wappen der Grafen von Flandern. |
|      |        |                    |        | Wallonisch-Brabant frz. Brabant-Wallon nl. Waals-Brabant wallonisch: Braibant walon   | Der rotbewehrte goldene Löwe stammt aus dem Wappen des Herzogtums Brabant. Der roten Hahn ist das Symbol Walloniens. |
|      |        | 2:3                |        | Westflandern nl. West-Vlaanderen westflämisch: West-Vloandern                         | Das Wappen setzt sich zusammen aus dem so genannten altflandrischen Wappen und dem Löwen der Flandrischen Grafen. |
|      |        | 2:3                |        | Region Brüssel-Hauptstadt Région de Bruxelles-Capitale Brussels Hoofdstedelijk Gewest | Die zweisprachige Region Brüssel-Hauptstadt gehört keiner Provinz an. Sie wurde im Jahr 1995 bei der Spaltung der ehemaligen Provinz Brabant in einen flämischen und einen wallonischen Teil „entprovinzialisiert“. |